# أطاطا
أطاطا هي شخصية خيالية كوميدية قام بأدائها الممثل المصري محمد سعد، وقد ظهرت الشخصية في لأول مرة في فيلم عوكل عام 2004

## سمات وملامح الشخصية
تتميز شخصية الست أطاطا بكونها امرأة عجوز يتخطى عمرها أكثر من 100 عام لكنها تمتلك صحة وقوة كبيرة جدا وتتميز ببروز وكبر مناطق معينة في جسمها وطريقتها الخاصة وأ-حيانا تنام فجأة وهي تتحدث وهي تنسى معظم الاشياء الغير مهمة سريعا.

## الأعمال التي ظهرت فيها الشخصية

### فيلم عوكل 2004
يعيش عوكل مع جدتة أطاطا ويؤدى محمد سعد وتتمحور الاحداث في اطار كوميدى رومانسى وبعض الاكشن

### مسلسل فيفا أطاطا 2014
يدور المسلسل حول شخصيتين، الأولى هي شخصية «اللمبي» والشخصية الثانية هي «أطاطا» والتي ظهرت في فيلم عوكل عام 2004، حيث أن شخصية أطاطا هي الشخصية الرئيسية في المسلسل عندما تدخل السجن بعد اتهامها بارتكاب جريمة، وتثير بعض الأزمات داخل السجن وتسبب العديد من المشاكل لمأمور السجن والذي تعاني ابنته من مرض نفسى يجعلها منفصلة عن الواقع وتعيش بعقلية طفلة صغيرة وأنها ستشفى من هذه العقدة النفسية بعد أن تقابل أطاطا والتي ستقص عليها حكايات من الماضي حتى يتم شفاؤها.